# اولگا سوتنیک
اولگا سوتنیک (استونیایی: Olga Sõtnik؛ زادهٔ ۲ دسامبر ۱۹۸۰) سیاستمدار و نماینده سابق مجلس اهل استونی است.